# Rallhäger
Rallhäger (Ardeola ralloides) är en liten häger som främst häckar i Mellanöstern och Afrika, men även lokalt i Sydeuropa. Den ses sällsynt utanför utbredningsområdet, bland annat vid ett knappt tjugotal tillfällen i Sverige. Globalt anses rallhägerns bestånd vara livskraftigt.

## Utseende och läte

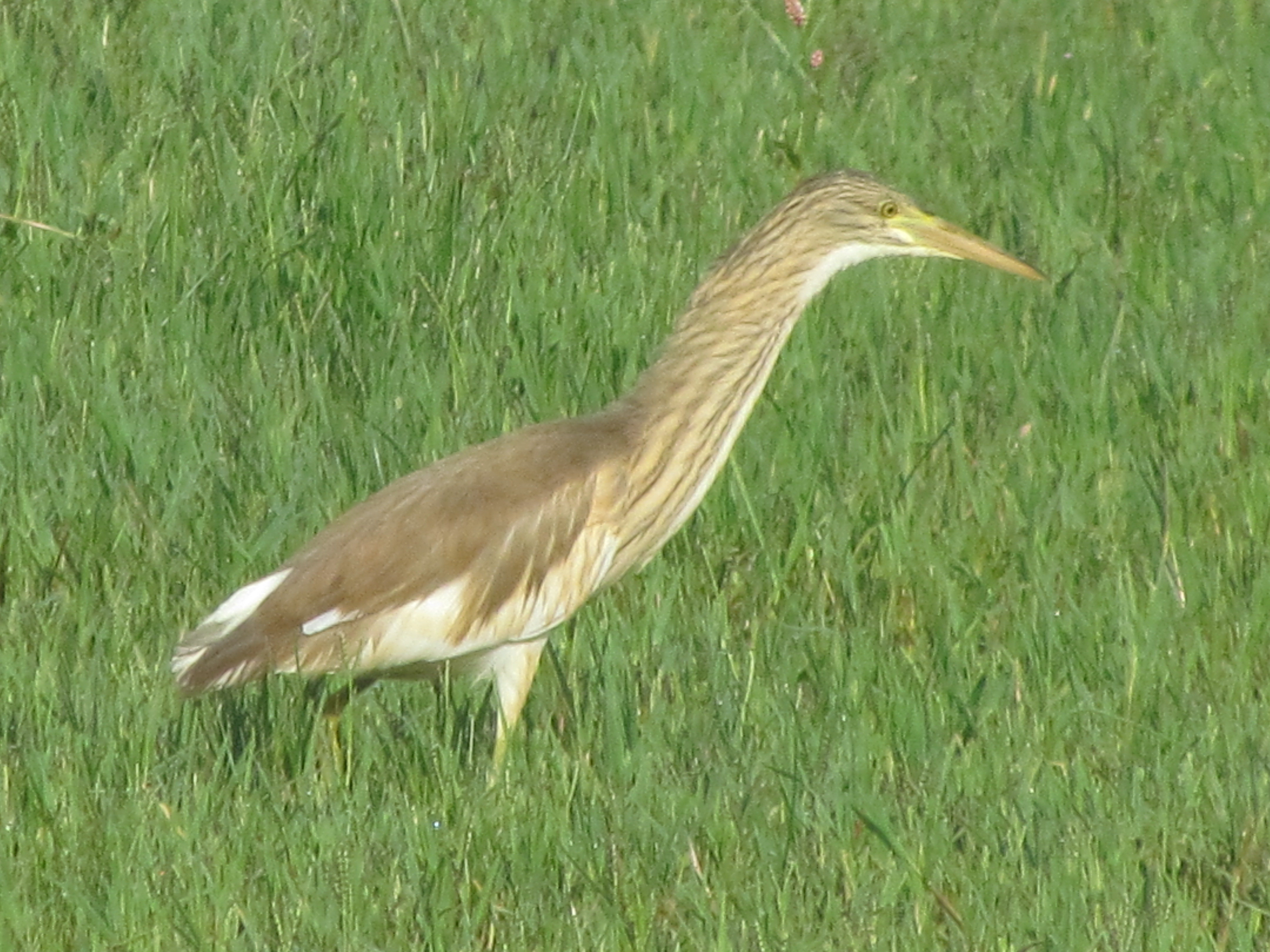
Fågel i första årets vinterdräkt eller adult vinterdräkt.

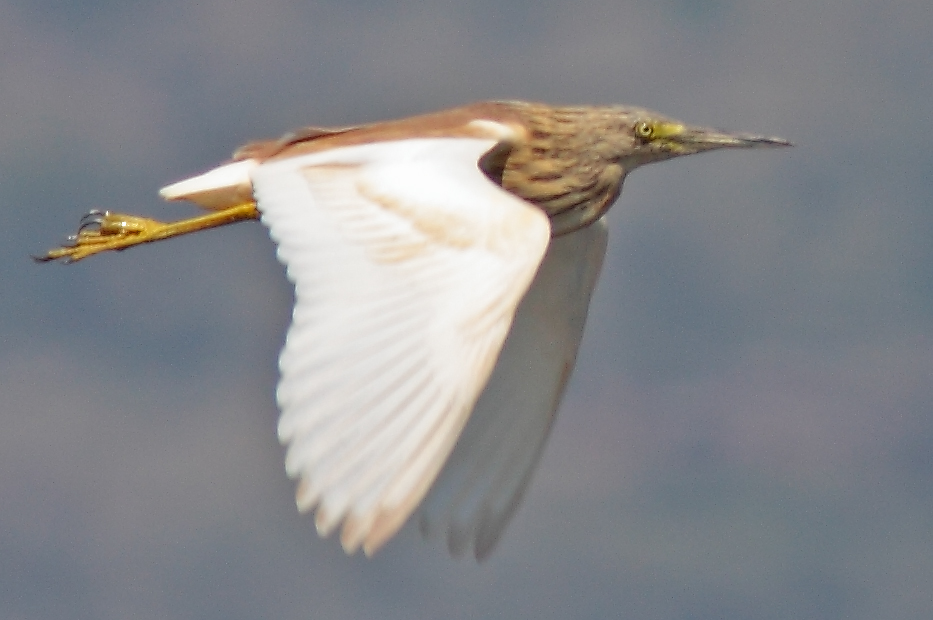
I flykten ser den övervägande vit ut.

Rallhägern är en liten kompakt häger med en kort kraftig hals och dolklik näbb. Den mäter 40–49 cm och har ett vingspann på 71–80 cm. När den sträcker på sig påminner den i formen om en liten rördrom men ofta håller den halsen indragen. Rallhägern är i alla dräkter genomgående beigebrun med vita vingar och stjärt. När den flyger ser den dock mycket vit ut.
Adult i häckningsdräkt har svagt lilaskimrande beigebrun rygg, hals och kroppssida ostreckat gulvit, som ibland ser ut att ha en något rosa ton. I övrigt är buk, stjärt och vingar vita. Den har längsstreckat huvud och förlängda nackfjädrar. Näbben är blåaktig med svart spets, benen är korallröda och kring ögat är den fjäderlösa huden illgrön.
Efter häckningen ruggar den till vinterdräkt och har då tydligt gråstreckad hals och kroppssida, och kortare nackfjädrar. Ryggen är matt ockrabrun, benen gulgröna, näbben med mörk spets, och kring ögat är den fjäderlösa huden gul. Som juvenil och i första vinterdräkt påminner den om adult vinterdräkt men med ännu mer fint streckats huvuvd och hals, och med mattare och mörkare gråbrun rygg.

### Läte
Den har ett rakt kväkande strävt kaah, som påminner om gräsandshonans läte. Från kolonierna hörs mer hamrande, kortare, nasala upprepande läten som kak, kak, kak eller grötigare ah, ah, ah.

## Utbredning och systematik
Rallhägern häckar i Afrika och på Madagaskar, främst söder om Sahara, över hela kontinenten och så långt söderut som till Sydafrikas kust. Den häckar även i allra nordligaste Afrika, i Marocko och Egypten. I Mellanöstern häckar den lokalt, främst i ett stort område kring Svarta havet och Kaspiska havet, men även runt Persiska viken, vid Medelhavets östkust, och så långt österut som gränsen mellan Turkmenistan och Uzbekistan, och vidare i ett område i södra Kazakstan. Vidare häckar den lokalt i Sydeuropa, främst i sydöstra Europa, men även i Italien, Frankrike, Spanien och Portugal.
Populationerna i Europa, Asien och Nordafrika är övervägande flyttfåglar men populationen i Irak är stannfåglar. Den övervintrar i Afrika söder om Sahara där den häckande populationen även är stannfåglar. Den uppträder sällan norr om sitt utbredningsområde.

### Underarter
Vissa delar in rallhägern i två underarter, där populationen i Afrika söder om Sahara urskiljs som underarten paludivaga.

### Förekomst i Sverige
Rallhägern har observerats vid 21 tillfällen i Sverige till och med 2022. Första gången var 1960 i Enköping.

## Ekologi

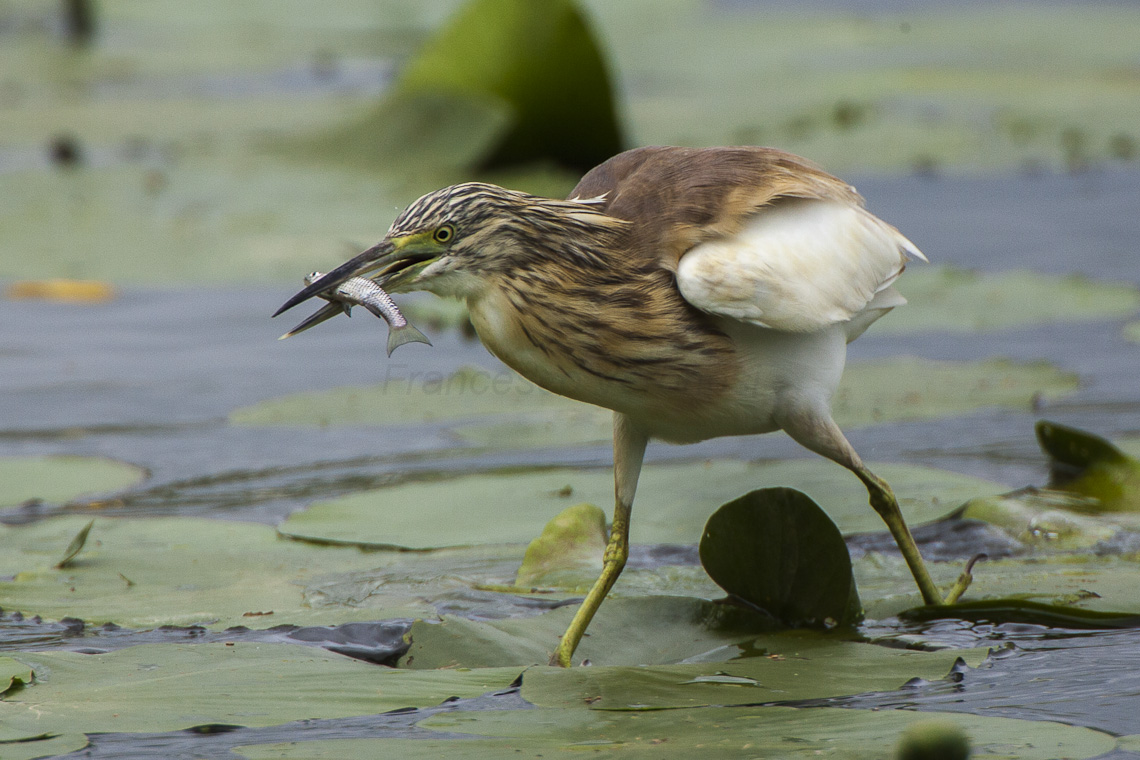
Rallhägern födosöker både i mycket torra biotoper och i våtmark.

Arten häckar i små kolonier i våtmarker i varma trakter. Boet placeras i träd och buskage vid sjöar och åar.  Den lägger vanligen tre till fyra ägg. Den födosöker ofta i torra biotoper, som åkrar, gräsmark eller betesmark, men även i våtmarker. Den huvudsakliga födan är insekter främst gräshoppor, men den tar även fisk och groddjur.

## Status och hot
Den globala populationen uppskattas till 370 000–780 000, varav det europeiska beståndet beräknas uppgå till 30 000–51 700 adulta individer. Utvecklingstrenden för arten är oklar, då vissa populationer verkar öka medan andra minskar. Den europeiska populationstrenden bedöms som stabil. Utifrån dessa fakta beräknas inte arten vara hotad utan kategoriseras som livskraftig (LC) av IUCN.